# Ласкер, Бертольд
Йонатан Бертольд Барнетт Ласкер (нем. Jonathan Berthold Barnett Lasker, 31 декабря 1860, Берлинхен — 19 октября 1928, Берлин) — немецкий шахматист еврейского происхождения, мастер. Старший брат чемпиона мира Эмануила Ласкера.

## Биография
Родился в семье кантора. Учился в берлинской гимназии «Friedrichwerdersches» (окончил в 1879 г.). С 1881 по 1888 гг. изучал медицину в Берлинском университете им. Гумбольдта.
После окончания университета практиковал в Эльберфельде. Там он познакомился с молодой поэтессой Эльзой Шюлер, на которой в 1894 г. женился. После свадьбы вместе с женой поселился в Берлине. Имел частную практику в качестве врача-дерматолога. В 1899 г. у супругов родился сын. Позже Эльза утверждала, что Б. Ласкер не был биологическим отцом ребенка. Она обвинила мужа в семейном насилии, и в 1903 г. добилась развода.
Еще до официального расставания с женой Б. Ласкер уехал в США. Некоторое время он жил в Нью-Йорке, но затем, вероятно, по материальным соображениям вернулся в Европу.
В Европе он снова женился (имя жены — Регина) и продолжал заниматься медицинской практикой.
В 1925 г. вместе с младшим братом написал философскую драму «Дни человечества», которая была поставлена в берлинском театре «Deutsches theater» знаменитым режиссером М. Рейнхардтом. С постановкой этой пьесы связана любопытная история. Б. Ласкер добился постановки пьесы в то время, когда его брат играл в международном турнире в Москве. Он незамедлительно отправил телеграмму в Москву. По воспоминаниям И. Л. Майзелиса, Эм. Ласкер получил телеграмму во время турнирной партии с К. Торре. Майзелис вспоминает, что Эм. Ласкер потерял концентрацию, упустил перевес, а потом позволил мексиканскому шахматисту осуществить комбинацию, ставшую одной из самых знаменитых в истории шахмат.
Умер в 1928 г. через несколько месяцев после смерти второй жены. Похоронен на еврейском кладбище Вайсензее в Берлине.

## Шахматная карьера
Был сильным шахматистом-любителем. По причине занятости выступал в основном в турнирах, проводившихся в Берлине. Главный спортивный успех Б. Ласкера — победа (наравне с братом) в сильном по составу турнире немецких мастеров (Берлин, 1890 г.). Также во время пребывания в США Б. Ласкер выиграл чемпионат штата Нью-Йорк.
З. Тарраш так отзывался о Б. Ласкере:
«… мой друг Бертольд Ласкер, гениальный игрок, сила которого, однако, редко проявлялась должным образом в турнирной игре ввиду его излишней нервозности».

## Спортивные результаты
| Год         | Город    | Соревнование                                                | + | − | = | Результат | Место |
| ----------- | -------- | ----------------------------------------------------------- | - | - | - | --------- | ----- |
| 1881        | Берлин   | Турнир немецких шахматистов                                 |   |   |   |           | 1—2   |
|             | Берлин   | 2-й конгресс Германского шахматного союза (побочный турнир) |   |   |   |           | 2     |
| 1883        | Берлин   | Турнир немецких мастеров                                    |   |   |   |           | 1—4   |
| 1887        | Берлин   | Юбилейный турнир Берлинского шахматного клуба               |   |   |   |           | 5—6   |
| 1890        | Берлин   | Турнир немецких мастеров                                    | 5 | 1 | 1 | 5½ из 7   | 1—2   |
| 1891        | Берлин   | Турнир немецких мастеров                                    |   |   |   |           | 2     |
| 1898 / 1899 | Берлин   | Турнир немецких мастеров                                    |   |   |   |           | 10    |
| 1902        |          | Чемпионат штата Нью-Йорк                                    |   |   |   |           | 1     |
|             | Нью-Йорк | Гандикап-турнир Манхэттенского шахматного клуба             |   |   |   |           |       |
| 1905        |          | Матч Берлин — Нью-Йорк по телеграфу (против Г. Филлипса)    | 1 | 0 | 0 | 1 из 1    |       |
| 1911        | Берлин   | Матч Берлин — Вена (против М. Вейса)                        | 0 | 0 | 1 | 0½ из 1   |       |